# しょうさんかく座
しょうさんかく座（しょうさんかくざ、小三角座、Triangulum Minus）は、現在使われていない星座の1つ。
ヨハネス・ヘヴェリウスによって1687年にさんかく座とおひつじ座の間にあった3つの5等星を使って作られた。多くの天文学者によって広く受け入れられたが、1922年に国際天文学連合が現行の88星座を定めた際にさんかく座の一部とされた。しょうさんかく座の星々は現在さんかく座6番星、10番星、12番星となっている。